# Chico Bouchikhi
Pour les articles homonymes, voir Bouchikhi.
Chico Bouchikhi (de son vrai nom Jahloul Bouchikhi), né le 13 octobre 1954 en Arles, est un guitariste français et l'un des cofondateurs des Gipsy Kings. Exclu du groupe en 1991, il fonde l'année suivante, son propre groupe : Chico and the Gypsies.

## Biographie
Jahloul Bouchikhi est né à Arles d'un père marocain et d'une mère algérienne. Son enfance se déroule dans le quartier HLM Griffeuille d'Arles où il se lie d'amitié avec les membres d'une « bruyante tribu de Gitans, les Reyes ».
Son frère, Ahmed Bouchikhi, est assassiné par erreur en juin 1973 à Lillehammer par le Mossad, qui l'a confondu avec Ali Hassan Salameh, suspecté d'être l'un des responsables du massacre de Munich,,.

## Carrière musicale
Dans la deuxième moitié des années 1970, Chico Bouchikhi est membre du groupe Los Reyes qui fait la manche en jouant dans la rue pour subsister.
Un jour de 1978, Brigitte Bardot fait la connaissance du groupe qu'elle invite  par la suite régulièrement pour animer les fêtes qu'elle organise, et qui, par son entregent, voit sa notoriété dépasser les limites de Saint-Tropez,,,. En 1981, Chico Bouchikhi convainc « les trois frères Baliardo, cousins des Reyes de rejoindre le groupe » Los Reyes qui change de nom pour devenir les Gipsy Kings,,.
À partir de 1987, les Gipsy Kings connaissent un grand succès en France et dans le monde avec des titres comme Bamboléo et Djobi, Djoba que Chico Bouchikhi a co-écrits et co-composés. En 1990, les Gipsy Kings gagnent les Victoires de la musique dans la catégorie « Groupe de l’année ».
En 1991, Chico Bouchikhi est évincé du groupe dans le cadre d'un litige financier l'opposant au producteur du groupe de l'époque,,,. Ce dernier (le producteur) est finalement condamné par la justice à « régler les sommes dues ».
En 1992, Chico Bouchikhi crée le groupe Chico and the Gypsies, qui reprend les titres à succès du groupe d'origine et connaît un certain succès,,.
En 1994, les Nations unies décident d'organiser à Oslo un concert pour la paix en présence de Shimon Peres et Yasser Arafat pour célébrer le premier anniversaire des Accords d'Oslo. Les Gipsy Kings ayant décliné une première invitation, c'est le groupe Chico and The Gypsies qui est pressenti, aux côtés d'Harry Belafonte et de Montserrat Caballé pour assurer le concert,,,.
Le 9 mai 1996, Chico Bouchikhi est nommé « Ambassadeur de bonne volonté (anciennement « envoyé spécial ») de l’UNESCO pour la paix » avec pour parrain le commandant Cousteau,,.
En 2020, un procès en appel oppose les membres fondateurs du groupe Gipsy Kings,.

## Vie privée
Chico Bouchikhi a été marié à Marthe Reyes, la fille de José Reyes, le père des fils Reyes, membres du groupe Gipsy Kings,,,. En 2001, il se présente, sans succès, aux élections municipales d'Arles,. Il vit actuellement à Arles où il dirige une affaire de "diners spectacles",,.

## Distinctions
- Chevalier de l'ordre des Arts et des Lettres (en 2000)[25]
- Chevalier de la Légion d'honneur (promotion du 1er janvier 2015)[28],[29],[30]